# Неллі (репер)
Корнел Айрел Хейнс-молодший (нар. 2 листопада 1974, Остін, Техас, США;) — американський репер, автор пісень, актор та підприємець, відоміший під псевдонімом Нéллі (англ. Nelly). Володар трьох статуеток Греммі, а також дев'ять разів був відзначений Billboard Music Awards. Найвідоміший за хітами «Hot in Herre», «Ride Wit Me» та «Just a Dream», релізи яких відбулися у першій декаді 2000-х, і за одною з найпопулярніших любовних балад сучасності під назвою «Dilemma» у дуеті з Келлі Роуленд.

## Ранні роки
Корнел Айрел Хейнс-молодший народився 2 листопада 1974 року в сім'ї Корнела Хейнса-старшого та Ронди Мак у місті Остін. Батько служив у збройних силах, тому ще зовсім маленьким син багато подорожував разом з ним. Так, у трирічному віці Неллі об'їздив Іспанію. Його батьки розлучились, коли йому було сім років, після чого він жив зі своєю матір'ю у Сент-Луїсі. Пізніше, в юнацтві, переїхав до Юніверсіті-Сіті, штат Міссурі. 
З роками у Неллі з'явилось безліч інтересів — від бейсболу до баскетболу і репу. В старших класах сформував свій перший музичний гурт St. Lunatics з декількома шкільними друзями. 1996 року St. Lunatics досягли успіху на місцевому рівні із синглом «Gimme What You Got», випущеним власними зусиллями, та успіх не закріпився, і St. Lunatics вирішили, що для Неллі буде краще виступати сольно. Це могло б привернути увагу й до всього колективу, саме так надалі і сталось. Також майбутня зірка репу працював в UPS, розвантажував та завантажував траки.

## Музична кар‘єра
В 1999 році підписав контракт з Universal Records. На музичному лейблі Universal свою активну сольну кар'єру Неллі почав у 2000 році, записавши свій дебютний альбом «Country Grammar», перший трек з якого увійшов до десятки найкращих на той час. Альбом стартував під номером три у Billboard 200 й сягнув піку під номером один. «Country Grammar» — найпродаваніший альбом Неллі та загалом найпродаваніший дебютний альбом в історії хіп-хопу на сьогодні, продано більше 10 мільйонів копій в США. 2001 року Nelly записав спільний альбом «Free City» із гуртом St. Lunatics, завдяки його участі диск отримав статус платинового.
Реліз другого альбому реп-виконавця з назвою «Nellyville» стався в 2002 році. Більше трьох місяців він тримався на перших місцях в усіх загальних і профільних топах в США. Головний хіт — пісня «Hot in Herre», яка два місяці очолювала чарт синглів, поки не з'їхала вниз через ще один трек Неллі «Dilemma» (з Келлі Роуленд). За обидва сингли артист отримав дві нагороди Греммі: «Краще чоловіче реп-соло-виконання» та «Краща реп-колаборація». Також у «Nellyville» є спільна пісня за участю Джастіна Тімберлейка під назвою «Work It».
В 2004 році відбувся вихід відразу двох альбомів — «Sweat» та «Suit». За маркетинговою стратегією Universal Records, це був задум представити дві натури Неллі — творчу, задумливу, ризикову, бунтарну та раціональну, елегантну, формальну, серйозну, відповідно. Щоб зрозуміти суть Неллі як особистості, треба поєднати ці два альбоми, і в результаті виходить «Sweatsuit» (з англ. спортивний костюм).

## Дискографія
| Назва                                                                            | Деталі альбому                                                                                         | Пікові позиції в чартах | Пікові позиції в чартах | Пікові позиції в чартах | Пікові позиції в чартах | Пікові позиції в чартах | Пікові позиції в чартах | Пікові позиції в чартах | Пікові позиції в чартах | Пікові позиції в чартах | Пікові позиції в чартах | Продаж           | Сертифікації |
| Назва                                                                            | Деталі альбому                                                                                         | US                      | AUS                     | CAN                     | GER                     | IRL                     | NLD                     | NZ                      | SWE                     | SWI                     | UK                      | Продаж           | Сертифікації |
| -------------------------------------------------------------------------------- | --- | ----------------------- | ----------------------- | ----------------------- | ----------------------- | ----------------------- | ----------------------- | ----------------------- | ----------------------- | ----------------------- | ----------------------- | ---------------- | --- |
| Country Grammar                                                                  | - Реліз: 6 червня, 2000 (US) - Лейбл: Fo' Reel, Universal - Формати: CD, касета, цифрове завантаження  | 1                       | 4                       | 7                       | 45                      | 15                      | 8                       | 3                       | —                       | 90                      | 14                      | - US: 10,000,000 | - RIAA: Diamond (10× Platinum) - ARIA: Platinum - BPI: Platinum - MC: 3× Platinum - RMNZ: 3× Platinum                                               |
| Nellyville                                                                       | - Реліз: 25 червня, 2002 (US) - Лейбл: Fo' Reel, Universal - Формати: CD, касета, цифрове завантаження | 1                       | 2                       | 2                       | 2                       | 3                       | 4                       | 2                       | 11                      | 6                       | 2                       | - US: 6,488,000  | - RIAA: 6× Platinum - ARIA: 3× Platinum - BPI: 2× Platinum - BVMI: Gold - IFPI SWE: Gold - IFPI SWI: Platinum - MC: 4× Platinum - RMNZ: 2× Platinum |
| Sweat                                                                            | - Реліз: 14 вересня, 2004 (US) - Лейбл: Derrty, Universal - Формати: CD, касета, цифрове завантаження  | 2                       | 10                      | 2                       | 17                      | 34                      | 28                      | 7                       | 41                      | 16                      | 11                      |                  | - RIAA: Platinum - ARIA: Gold - BPI: Gold - RMNZ: Gold                                                                                              |
| Suit                                                                             | - Реліз: 14 вересня, 2004 (US) - Лейбл: Derrty, Universal - Формати: CD, касета, цифрове завантаження  | 1                       | 7                       | 1                       | 8                       | 21                      | 17                      | 6                       | 34                      | 11                      | 8                       |                  | - RIAA: 3× Platinum - ARIA: Gold - BPI: Platinum - RMNZ: Gold                                                                                       |
| Brass Knuckles                                                                   | - Реліз: 16 вересня, 2008 (US) - Лейбл: Derrty, Universal Motown - Формати: CD, цифрове завантаження   | 3                       | 15                      | 22                      | —                       | 60                      | —                       | 22                      | —                       | 55                      | 20                      | - US: 223,000    | - RIAA: Gold |
| 5.0                                                                              | - Реліз: 16 листопада, 2010 (US) - Лейбл: Derrty, Universal - Формати: CD, цифрове завантаження        | 10                      | 17                      | 19                      | 63                      | 91                      | —                       | —                       | —                       | 52                      | 59                      | - US: 314,000    | |
| M.O.                                                                             | - Реліз: 30 вересня, 2013 (US) - Лейбл: Derrty, Universal Motown - Формати: CD, цифрове завантаження   | 14                      | 81                      | —                       | —                       | —                       | —                       | —                       | —                       | —                       | 89                      | - US: 23,000     | |
| "—" означає запис, який не потрапив до чартів або ж не виходив на цій території. | |                         |                         |                         |                         |                         |                         |                         |                         |                         |                         |                  | |

## Особисте життя
У 2017 році відомий репер був арештований в Де-Мойн, штат Вашингтон, за обвинуваченням у зґвалтуванні. Жінка, про яку йдеться, подзвонила до служби екстренної допомоги й заявила, що 42-річний чоловік вчинив над нею насильство. Хоча він і був притягнений до розслідування про згвалтування другого ступеню, справа до суду не дійшла, адже пізніше заявниця зняла обвинувачення, тому проти легенди хіп-хопу нічого не було порушено. Протягом всього цього періоду Неллі і його тодішня довірена особа Скотт Розенблюм стверджували, що обвинувач був мстивим. 
З 2014 року Неллі у відношеннях з моделлю та акторкою Шантель Джексон. Їхній сильний зв'язок був очевидний навіть під час скандалу з нападом на жінку. Джексон захищала його, кажучи, що він невинний. Вона стверджувала, що була з ним, коли було здійснено напад. Пара подолала невдачу в своїх відносинах, бо зараз вони все ще разом.